# Белги
Белгите са група гало-германски народи, живели между Ла Манш и река Рейн поне от III век пр.н.е. Първото записано сведение тях е от 58 г. пр.н.е., когато Юлий Цезар разполага легионите си в римската провинция Нарбонска Галия и започва завладяването на останалата част от Галия. През 56 г. пр.н.е. той се сблъсква с група племена в северната част на областта, които са петнадесет на брой и живеят покрай крайбрежието на морето – между реките Рейн и Лигер (днешна Лоара).
Историците от XIX и началото на XX век дълго време се занимават с проблема дали белгите са келтски или германски племена. В „Записки за Галската война“ Цезар пише, че Галия е разделена на три части, обитавани от аквитани, белги и гали. От това би следвало, че белгите са различни от галите. От друга страна, той казва: horum omnium fortissimi sunt Belgae („от всички гали белгите са най-храбри“).

## Племена от групата на белгите
В книгата си Цезар включва към белгите следните племена:
- Амбиани
- Атребати
- Адуатуки
- Беловаки
- Церози[4]
- Калети
- Кондрузи[4]
- Ебурони[4]
- Менапии
- Морини
- Нервии
- Пемани[4]
- Реми
- Суесиони
- Велиокаси
- Виромандуи

Споменатото по-късно племе на тунгрите вероятно е друго име на ебуроните, доколкото Цезар изтребва напълно това племе. Други племена, причислявани към белгите, са левките, треверите и медиоматриките. Посидоний включва също и армориканите в Бретан. След римското завладяване страната на белгите е наричана от римските автори Галия Белгика. Тя се простира от Лутеция (Париж) на юг до река Рейн на север и изток.
По времето на Цезар белгите преминават Ламанша и се настаняват в Южна Англия, където техни градове стават Магнус Портус (днес Портсмът) и Вента Белгарум (Уинчестър).
Белгите участват във въстанието на Версенжеторикс през 52 г. пр.н.е. След окончателното им покоряване Цезар обединява трите части на Галия (териториите на белги, гали и аквитани) в една огромна провинция (Gallia Comata), която по-късно е реорганизирана от Октавиан Август според традиционното ѝ културно разделение. Северната част, римска Белгика, се простира на изток до Рейн и от Северно море до езерото Lacus Brigantinus (дн. ез. Констанс), включвайки части от днешна Западна Швейцария. Столица на Белгика е град Реми (дн. Реймс).
При Диоклециан провинцията е разделена на две части: Белгика Прима със столица Аугуста Тревирорум (Трир) и Белгика Секунда със столица Реймс. Двете стават част от диоцеза Галия.
През V век напълно романизираните белги са покорени от франките.